# Plus belle la vie
Plus belle la vie (ofte bare omtalt PBLV) er en fransk tv-serie.
Den 11. juli 2008 rundede serien afsnit nummer 1.000, hvilket er første gang for en fransk serie.

## Historie
Serien udspiller sig i det imaginære kvarter Mistral i Marseille.